# Es Cubells
Es Cubells es una localidad y parroquia española del municipio de San José, en Ibiza, comunidad autónoma de las Islas Baleares. Cuenta con 939 habitantes (2024).
Está ubicado al sur de la isla, al lado del Mediterráneo, en un tramo de costa donde destacan los acantilados y pequeñas calas. Este núcleo se formó a partir de edificaciones alrededor del templo de Nuestra Señora de Cubells (siglo XIX), que toma el nombre de la venda donde se construyó.
Existe una biblioteca con grandes vistas al mar.

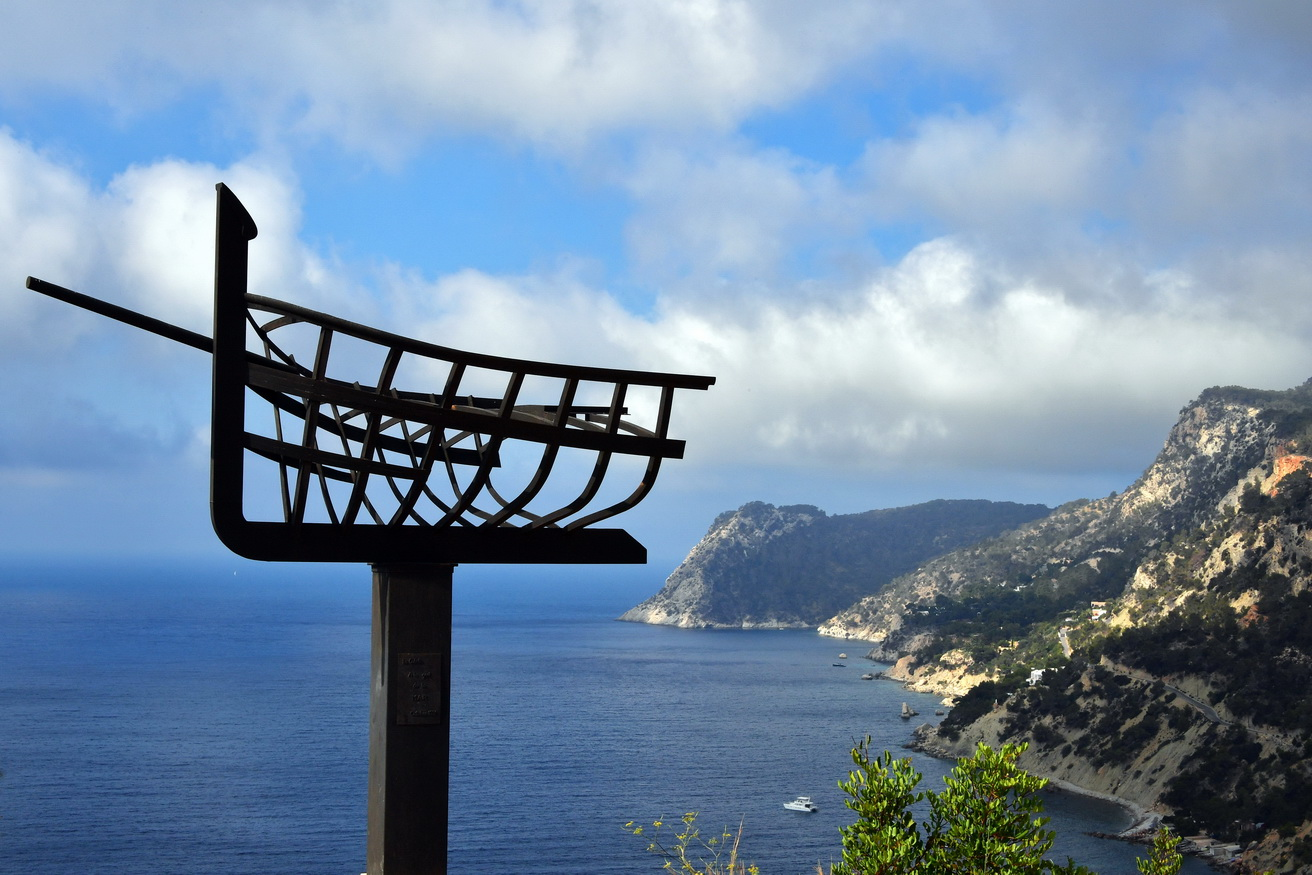
Es Cubells.